# 伦敦商学院

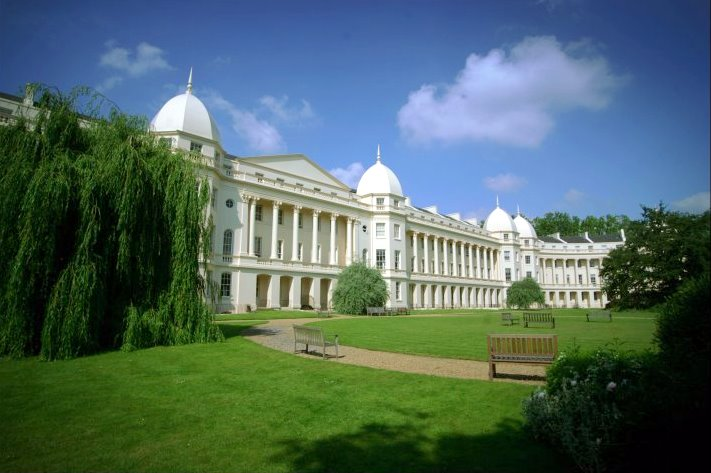
Summer scenes on campus

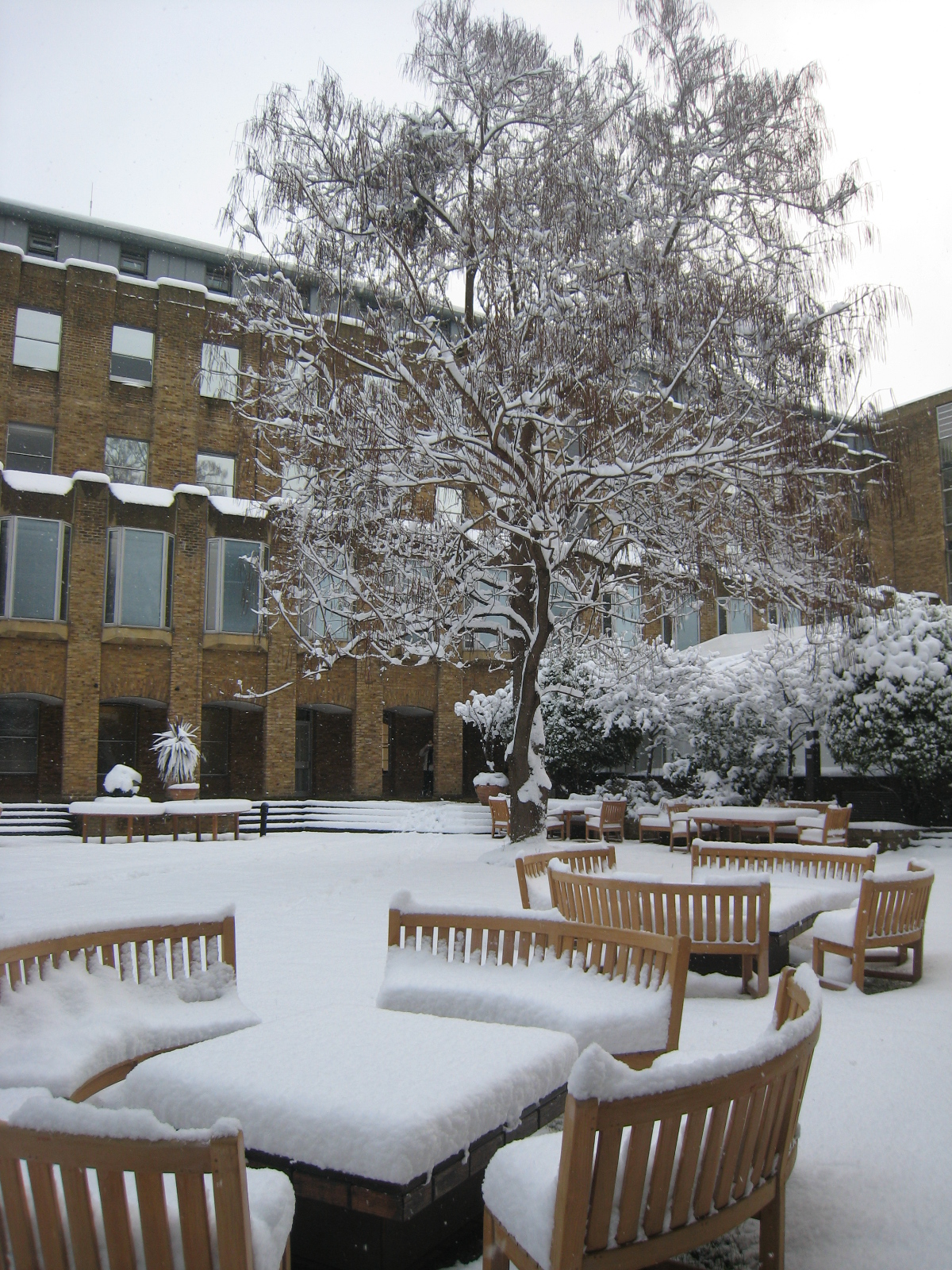
Winter scenes on campus

伦敦商学院（英語：London Business School），简称LBS，是一所坐落于英国伦敦市中心的国际化商学院，紧邻伦敦御苑之一的摄政公园，为伦敦大学的商学院。LBS创办于1964年，是全球著名的商学院之一，也是英国成立最早的两所商学院之一（另一所为曼彻斯特商学院）。2007年，学院在阿联酋迪拜设立了海外分校，专门为企业高管提供EMBA及其它定制化培训课程。该校已通过商学院“三皇冠”（AACSB/EQUIS/AMBA）认证。
伦敦商学院历来被认为是欧洲乃至全球最顶尖的商学院之一。2021年，LBS旗下的MBA项目在《金融时报》全球商学院排行榜中位列世界第二，仅次于欧洲工商管理学院（INSEAD），而该校的金融学硕士项目则连续多年被评为世界第一。根据QS世界大学学科排名，LBS的商科教育于2015~2022年连续八年稳居世界前三，其金融学与管理学硕士项目亦高居全球前二。根据2018年度泰晤士高等教育世界大学排名，LBS在商学与经济学领域位居世界第四，高于剑桥大学和芝加哥大学。2019年度《金融时报》全英商学院排名前六位分别是：伦敦商学院、牛津大学赛德商学院、剑桥大学贾奇商学院、华威商学院、帝国理工商学院以及贝叶斯商学院。
伦敦商学院不提供大學教育，只开设有金融学和管理学相关的硕士、博士项目。除了其久负盛名的工商管理硕士（MBA和EMBA）项目，学院也为拥有长期工作经验的商业人士提供斯隆合作课程（Sloan Fellowship Programme）、金融硕士课程（Masters in Finance，MiF，为有长期金融机构工作经验的专业人士设立）以及博士课程（PhD）。至于那些工作经验较少（两年以下）的优秀大學毕业生，学校则针对他们开设了管理硕士（Masters in Management，MiM）、金融分析硕士（Masters in Financial Analysis，MFA）和商业分析与管理硕士（Masters in Analytics and Management，MAM）等教学项目。学院还与哥伦比亚大学、香港大学、北京清华大学以及复旦大学等国际知名高校建立了紧密的合作关系，共同开办双学位课程。
伦敦商学院的录取流程极为严格，为全英申请难度最高的商学院之一。该校MBA项目获录取学生（2023届）的GMAT平均成绩为708分，与同属伦敦大学联盟体系的伦敦政治经济学院（LSE）相当。

## 校史
伦敦商学院创办于1964年，是英国成立最早的两所商学院之一（另一所为曼彻斯特商学院）。
伦敦商学院于2007年成立了迪拜分校，专门为企业高阶主管提供EMBA及其它定制化培训课程。

## 排名声誉
2011年，伦敦商学院连续第三年被英国《金融时报》全球商学院排行榜评为世界第一（与宾夕法尼亚大学沃顿商学院并列第一）。学院在2012年与2013年发布的排名中被评为世界第四，在2016年则回升至世界第三。而在其它世界商学院排名中，伦敦商学院也长期稳居前十。
伦敦商学院与哈佛商学院、沃顿商学院、史丹佛商學研究所、西北大学凯洛格商学院、麻省理工斯隆管理学院、芝加哥大学布斯商学院、哥伦比亚商学院、欧洲工商管理学院以及瑞士洛桑国际管理发展学院共同定义了全球商科教育的顶级水准（“M7+3”）。

## 校友
每年有超过2000名来自世界各地的学生从伦敦商学院毕业，更有超过10000位企业高管参加学院开设的高管教育课程。LBS在全球157个国家和地区有超过47000名校友以及124个校友俱乐部。